# Primärfaktor
| Primärfaktor |
| --- |
| En illustration som visar hur primärfaktor fungerar för tre toppar på en ö. De vertikala pilarna visar hur stor primärfaktorn är för de tre topparna, de streckade horisontella linjerna visar den lägsta punkten som inte omringar högre toppar. - Definition – ett bergs höjd över den lägsta punkten hitom ett högre berg - Betydelse – pekar ofta ut de (med marginal) högsta bergen i regionen - Användning – inom bergsklättring, statistik med mera - Olika ord – primärfaktor, relativ höjd |

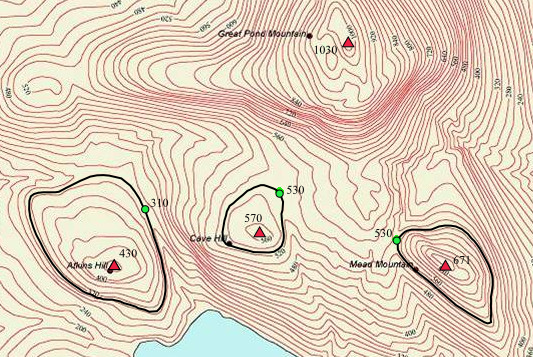
Primärfaktorn för tre toppar nära Great Pond Mountain (1 030 ft ö.h., 314 m ö.h.) i Maine i USA. Röda trianglar markerar topparna, och den lägsta höjdkurvan som omger varje topp är markerad med svart. Primärfaktorerna är för Atkins Hill (430–310 =) 120 fot, för Cave Hill (570–530 =) 40 fot och för Mead Mountain (671–530 =) 141 fot.

Primärfaktor (engelska: topographic prominence) eller relativ höjd, är ett topografiskt mått. Det syftar på en bergstopps höjd över den lägsta höjdkurva inom vilken toppen är den högsta. Den relativa höjden ger ofta en bättre uppfattning om hur topografin ser ut i ett område än den absoluta höjden som relaterar sig till en ofta avlägsen havsyta.
Begreppet primärfaktor (norska: primærfaktor) lär ha myntats av norrmannen Eivind Røyne i skriften Fjell i Norge over 1800 meter (1985).

## Beskrivning

### Definition av primärfaktor
Primärfaktorn är ett mått på hur dominant ett berg är i sin omgivning, hur högt det ligger över gränslinjen till områden som "tillhör" andra högre berg.
För att till exempel längs marken förflytta sig från Kebnekaises sydtopp till ett högre berg, som Galdhøpiggen i Norge, måste man passera lägre höjder, åtminstone ned till cirka 350 meter över havet. Kebnekaises primärfaktor blir då 2103–350 = cirka 1 750 meter. Däremot har Kebnekaises nordtopp en mycket mindre primärfaktor, runt 60 meter, vilket gör att nordtoppen ofta inte räknas med i listor över Sveriges högsta berg, då det anses vara ett "bihang" till sydtoppen. (Notera dock att framtidens listor sannolikt kommer att främst nämna Kebnekaises nordtopp, som sommaren 2018 blev högst på grund av reduktion av sydtoppens glaciär.)
Hur en minsta primärfaktor för ett berg ska räknas är inte fastslaget men har i olika sammanhang varierat mellan 20 och 200 meter.
För ett berg som är högst på en kontinent eller ö i havet är primärfaktorn detsamma som höjden över havet. För andra berg kan man göra tankeexperimentet att havsnivån skulle stiga så mycket att berget blir högst på en ö i havet. Primärfaktorn är då höjden över denna tänkta havsnivå. Mount Everest, jordens högsta berg, anses på samma sätt ha en primärfaktor som är lika med höjden av bergets topp över havsytan.

### Sekundärfaktor
Ett annat mått för ett bergs lokala dominans är sekundärfaktor (engelska: topographic isolation), som är det geografiska avståndet till närmaste högre berg.

## Betydelse inom bergsklättring
Primärfaktor är viktigt för en del bergsklättrare, eftersom det är ett objektivt mått som har stark koppling till bergstoppens uppfattade betydelse. Bergstoppar med låg primärfaktor är antingen mindre toppar på ett berg med en högre bergstopp eller obetydliga fristående berg. Bergstoppar med hög primärfaktor tenderar att vara de högsta bergen i en stor region, och de erbjuder ofta spektakulära vyer.
Endast bergstoppar med en tillräckligt hög primärfaktor brukar räknas som fristående berg. Ett exempel är världens nästa högsta berg K2 (höjd 8 611 m, primärfaktor 4 017 m). Mount Everests sydtopp (höjd 8 747 m, primärfaktor 11 m) ligger högre än K2, men den räknas inte som ett eget berg eftersom den är en sidotopp till huvudtoppen (höjd 8848 m).
Många listor över höga berg räknar in primärfaktor som ett kriterium för att räkna med ett visst berg. Exempel på publicerade primärfaktorer är 15 meter (John och Anne Nuttalls The Mountains of England and Wales) och 150 meter (Alan Dawsons listning över "Marilyn-toppar").
Den vanligaste listning av "viktiga berg" är efter höjd över havet. Det finns dock även många listor över berg efter primärfaktor. I sådana listningar behövs inga tröskelvärden för inkludering av ett berg, eftersom primärfaktorn är den primära sorteringsnyckeln i listan. En listning noterar 1 524 bergstoppar med en primärfaktor på mer än 1 500 meter – på engelska benämnda som "ultra prominent peaks" eller "ultras".

## Föräldraberg
Ett föräldraberg (engelska: parent peak) är ett berg i terrängen som är sammanbundet med berget genom nyckelpasset. Ett nyckelpass (engelska: key col) är ett bergspass vid den lägsta höjdlinjen (den som definierar det lägre bergets primärfaktor) mellan ett berg och dess föräldraberg. Ett nyckelpass kan ligga långt från endera berget, åtminstone om bergen har en stor primärfaktor. Som exempel ligger nyckelpasset för Kilimanjaro vid Sueznäset (10 meter över havet), och dess föräldraberg är Mount Everest. Däremellan finns flera andra högre berg än Kilimanjaro, men enligt beräkningsmetoden med höjdlinjer "domineras" även dessa av Mount Everest.

## Berg med störst primärfaktor
Nedanstående listning tar med de berg på jorden som har störst primärfaktor. Dessutom listas ytterligare några europeiska och/eller nordiska berg med hög primärfaktor. En lista i USA över "fourteeners" (berg över 14 000 fots höjd över havet) använder 300 fot (91 meter) som brytpunkt. I USA anses också en primärfaktor på 2 000 fot (610 meter) som ett informellt tröskelvärde för "viktigare berg".
| Nr                                  | Bild | Berg                            | Plats                   | Höjd (m) | Primärfaktor (m) | Nyckelpass hitom föräldraberg (m) | Föräldraberg  |
| ----------------------------------- | ---- | ------------------------------- | ----------------------- | -------- | ---------------- | --------------------------------- | ------------- |
| 1.                                  |      | Mount Everest                   | Nepal / Kina (Tibet)    | 8 848    | 8 848            | 0                                 | inget         |
| 2.                                  |      | Aconcagua                       | Argentina               | 6 962    | 6 962            | 0                                 | inget         |
| 3.                                  |      | Denali                          | USA (Alaska)            | 6 194    | 6 138            | 56                                | Aconcagua     |
| 4.                                  |      | Kilimanjaro                     | Tanzania                | 5 895    | 5 885            | 10                                | Mount Everest |
| 5.                                  |      | Pico Cristóbal Colón            | Colombia                | 5 700    | 5 509            | 191                               | Aconcagua     |
| 6.                                  |      | Mount Logan                     | Kanada (Yukon)          | 5 959    | 5 250            | 709                               | Denali        |
| 7.                                  |      | Pico de Orizaba                 | Mexiko                  | 5 636    | 4 922            | 714                               | Mount Logan   |
| 8.                                  |      | Vinson Massif                   | Antarktis               | 4 892    | 4 892            | 0                                 | inget         |
| 9.                                  |      | Puncak Jaya                     | Indonesien (Nya Guinea) | 4 884    | 4 884            | 0                                 | inget         |
| 10.                                 |      | Elbrus                          | Ryssland                | 5 642    | 4 741            | 901                               | Mount Everest |
| 11.                                 |      | Mont Blanc                      | Frankrike / Italien     | 4 808    | 4 695            | 113                               | Mount Everest |
| 12.                                 |      | Demavend                        | Iran                    | 5 610    | 4 667            | 943                               | Elbrus        |
| 13.                                 |      | Kljutjevskaja Sopka             | Ryssland                | 4 750    | 4 649            | 101                               | Mount Everest |
| 14.                                 |      | Nanga Parbat                    | Pakistan                | 8 125    | 4 608            | 3 517                             | Mount Everest |
| 15.                                 |      | Mauna Kea                       | USA (Hawaii)            | 4 205    | 4 205            | 0                                 | inget         |
| 16.                                 |      | Dzjengisj Tjokusu               | Kirgizistan             | 7 439    | 4 148            | 3 291                             | Mount Everest |
| 17.                                 |      | Bogda Feng                      | Kina                    | 5 445    | 4 122            | 1 323                             | Mount Everest |
| 18.                                 |      | Chimborazo                      | Ecuador                 | 6 263    | 4 118            | 2 145                             | Aconcagua     |
| 19.                                 |      | Namtja Barwa                    | Kina                    | 7 782    | 4 106            | 3 676                             | Mount Everest |
| 20.                                 |      | Gunung Kinabalu                 | Malaysia (Borneo)       | 4 095    | 4 095            | 0                                 | inget         |
|                                     |      |                                 |                         |          |                  |                                   |               |
| Några fler berg i Europa och Norden |      |                                 |                         |          |                  |                                   |               |
| 42.                                 |      | Gunnbjørn Fjeld                 | Danmark ( Grönland)     | 3 694    | 3 694            | 0                                 | inget         |
| 59.                                 |      | Etna                            | Italien (Sicilien)      | 3 323    | 3 323            | 0                                 | inget         |
| 64.                                 |      | Mulhacén                        | Spanien                 | 3 479    | 3 285            | 194                               | Mont Blanc    |
|                                     |      | Galdhøpiggen                    | Norge                   | 2 469    | 2 372            | 97                                | Mount Everest |
|                                     |      | Beerenberg                      | Norge (Jan Mayen)       | 2 277    | 2 277            | 0                                 | inget         |
|                                     |      | Hvannadalshnjúkur (Öræfajökull) | Island                  | 2 110    | 2 110            | 0                                 | inget         |
|                                     |      | Kebnekaise                      | Sverige                 | 2 097    | 1 750            | 350                               | Galdhøpiggen  |